# Lisa Weichart

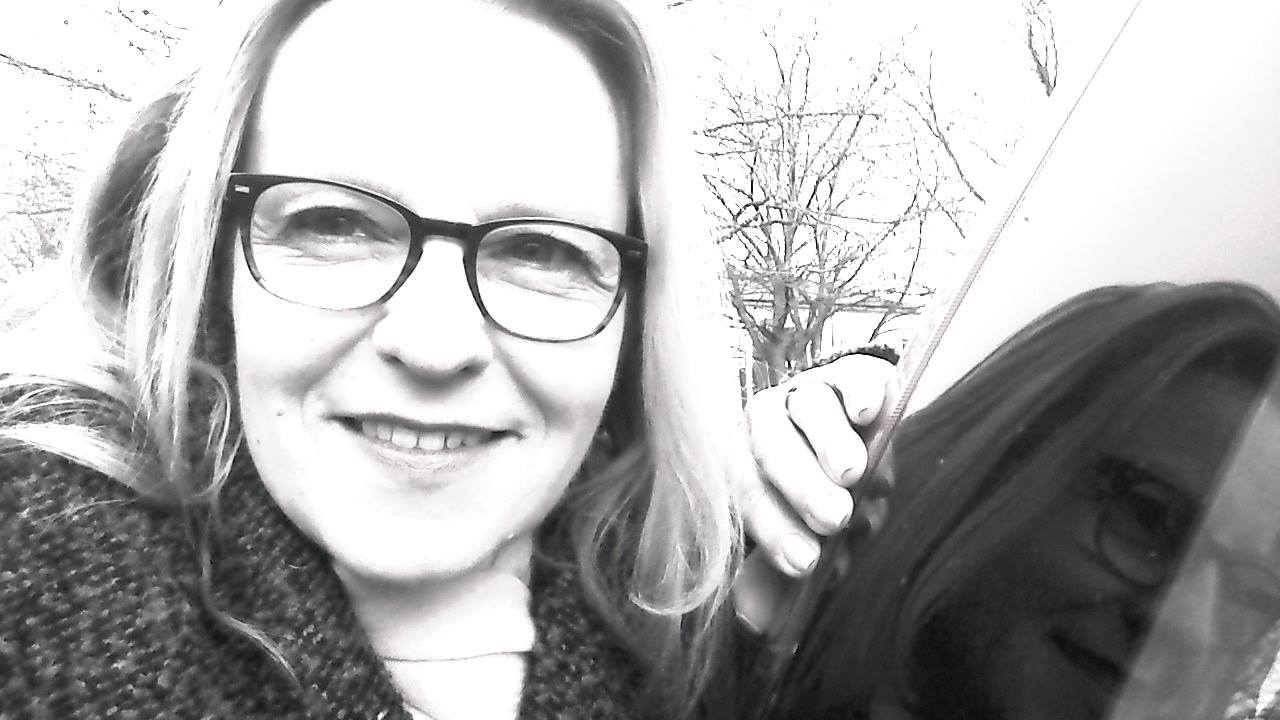
Lisa Weichart

Lisa Weichart (* 25. Februar 1964 in Regensburg) ist eine deutsche Autorin (Belletristik, Lyrik).

## Leben
Nach ihrer Ausbildung und Dienstzeit bei der Deutschen Bahn wurde 1989 ihr erster Sohn geboren, danach arbeitete sie halbtags in einer Arztpraxis. 2000 kamen zwei weitere Söhne zur Welt. Nach ihrer Scheidung trat Weichart der Regensburger Schriftstellergruppe International (RSGI) bei, deren Vizepräsidentin sie ist.
Weichart veranstaltet Lesungen in Regensburg und im Umland.

## Werke
Ihr erster Roman Wolkenfisch oder: Theas Sehnsucht erschien 2014, zuvor Kurzgeschichten in mehreren Anthologien von Stories&Friends. 2016 kam ihr erstes Lyrikwerk Flüsterkuss beim Schrägverlag heraus. Sie betreibt die Autorenseite LyrikLebt auf Facebook. 2017 erschienen ihr zweiter Roman Kuckucksparadies und der Kurzgeschichtenband Nehmen Sie doch mal mich … im Fehnland-Verlag Rhauderfehn. 2018 erschienen zwei weitere Werke im ostfriesischen Fehnland-Verlag: Der Roman Affenleuchten, ein Psychokrimi, und ihr zweiter Kurzgeschichten-Band WohinWohin.
2020 erschien ihr Roman „Miyus Lavendelkrone“ beim Telegonos-Verlag sowie „Das Glück zwischen den Zeilen“ (EditionWort), Short Stories & Poetry.
Raoul ohne Gondel (Edition Wort, erschienen 2022) ist das jüngste Werk der Autorin.